# Cipolini
Lucas Cipolini Alves (Casa Branca,14 de junho de 1986) é um jogador brasileiro de basquetebol que defende o Franca pelo NBB.
É o líder histórico de enterradas no NBB. Integrou a equipe nacional que disputou os Jogos Pan-Americanos de 2011, em Guadalajara, no México.

## Carreira universitária
Cipolini jogou no basquetebol universitário americano por quatro anos, defendendo o BYU–Hawaii Seasiders, time da NCAA Division II. Cipolini teve grande destaque no Seasiders, sendo eleito Player of the Year da conferência PacWest por três anos sequidos. Ajudou o Seasiders a chegar a três finais regionais consecutivas, mas jamais conquistou o título.
| Ano      | Equipe     | PJ  | PT | MPJ  | FG%  | 3P%  | LL%  | RT  | AS  | BR | TO  | PPJ  |
| -------- | ---------- | --- | -- | ---- | ---- | ---- | ---- | --- | --- | -- | --- | ---- |
| 2006–07  | BYU–Hawaii | 28  | 24 | 25.2 | .606 | .000 | .625 | 6.0 | .7  | .5 | 1.1 | 14.5 |
| 2007–08  | BYU–Hawaii | 28  | 28 | 29.0 | .568 | .344 | .672 | 8.4 | 1.4 | .6 | 1.1 | 20.2 |
| 2008–09  | BYU–Hawaii | 29  | 29 | 27.1 | .527 | .352 | .744 | 7.5 | 1.2 | .8 | 1.4 | 19.8 |
| 2009–10  | BYU–Hawaii | 20  | 17 | 23.6 | .521 | .289 | .728 | 5.5 | 1.4 | .8 | 1.0 | 16.1 |
| Carreira | Carreira   | 105 | 98 | 26.4 | .561 | .335 | .696 | 7.0 | 1.2 | .6 | 1.1 | 17.8 |

## Estatísticas

### Temporada regular do NBB
| Ano                      | Equipe                   | PJ  | MPJ  | FG%  | 3P%  | LL%   | RT  | AS   | BR   | TO   | PPJ   |
| ------------------------ | ------------------------ | --- | ---- | ---- | ---- | ----- | --- | ---- | ---- | ---- | ----- |
| 2010–11                  | Unitri/Uberlândia        | 26  | 19.0 | .571 | .071 | .726  | 3.5 | .615 | .192 | .423 | 8.30  |
| 2011–12                  | Unitri/Uberlândia        | 28  | 21.6 | .668 | .000 | .790  | 4.0 | .642 | .321 | .428 | 11.14 |
| 2012–13                  | Unitri/Uberlândia        | 34  | 26.2 | .911 | .231 | .836  | 5.8 | 1.35 | .676 | .647 | 14.41 |
| 2013–14                  | Unitri/Uberlândia        | 32  | 33,8 | .550 | .378 | .752  | 6.1 | 1.37 | .843 | .562 | 17.69 |
| 2014–15                  | Lobos Brasília           | 30  | 28.5 | .589 | .490 | .735  | 4.5 | 1.50 | .600 | .766 | 14.93 |
| 2015–16                  | Lobos Brasília           | 27  | 19.2 | .476 | .390 | .744  | 3.1 | .815 | .333 | .444 | 8.92  |
| 2016–17                  | Franca                   | 24  | 26.0 | .522 | .363 | .773  | 5.4 | 1.04 | .541 | .416 | 11.54 |
| 2017–18                  | Franca                   | 28  | 20.8 | ,535 | .350 | .786  | 5.3 | 1.21 | .536 | .500 | 9.39  |
| Carreira                 | Carreira                 | 229 | 24.4 | .603 | .284 | .768  | 4.7 | 1.07 | .505 | .523 | 12.04 |
| Jogo das Estrelas do NBB | Jogo das Estrelas do NBB | 3   | 12.4 | .765 | .500 | 1.000 | 2.7 | 1.3  | .700 | .300 | 10.7  |

### Playoffs do NBB
| Ano      | Equipe            | PD | MPJ  | FG%  | 3P%  | LL%  | RT  | AS  | BR  | TO | PPJ  |
| -------- | ----------------- | -- | ---- | ---- | ---- | ---- | --- | --- | --- | -- | ---- |
| 2011     | Unitri/Uberlândia | 8  | 27.5 | .620 | .000 | .714 | 5.8 | .5  | .4  | .3 | 11.0 |
| 2012     | Unitri/Uberlândia | 9  | 29.9 | .665 | .000 | .886 | 7.1 | .6  | .6  | .7 | 14.1 |
| 2013     | Unitri/Uberlândia | 9  | 31.5 | .595 | .615 | .788 | 6.2 | .7  | .6  | .8 | 16.7 |
| 2014     | Unitri/Uberlândia | 5  | 30.1 | .545 | .375 | .688 | 4.2 | .6  | 1.2 | .4 | 14.4 |
| 2015     | Lobos Brasília    | 8  | 23.6 | .510 | .348 | .700 | 4.6 | 1.0 | .5  | .6 | 9.4  |
| Carreira | Carreira          | 39 | 28.6 | .593 | .413 | .787 | 5.6 | .7  | .6  | .5 | 13.1 |